# Afsporingen i Vigerslev (1974)
Afsporingen i Vigerslev skete 14. oktober 1974, da godstog 6311 kørte gennem sporstopperen for enden af spor 12 på Vigerslev Station. Togets lokomotiv (MY 1114) fortsatte ned ad skråningen bag sporstopperen og standsede med forenden på Hvidovrevej. De forreste godsvogne afsporedes og der opstod skader på spor- og sikringsanlæg. Der skete ingen personskade.
Godstog 6311 havde kun tilladelse til indkørsel til Vigerslev station. Det antages, at årsagen til ulykken var, at lokomotivføreren troede, at udkørselssignalet for et gennemkørende tog fra København var gældende for hans tog. De to udkørselssignaler stod på linje ved hver sit spor, og sporanlægget var udformet således, at da tog 6311 fejlagtigt kørte forbi udkørselssignalet, blev det ledt ad afløbssporet til sporstopperen i stedet for at køre ud i sporet med det gennemkørende tog.